# Suchdolský hřbitov
Suchdolský hřbitov je součástí areálu Zahrad se hřbitovem u kaple sv. Václava a byl postaven v letech 2021-2022. Součástí areálu je dále Suchdolský sad a kaple sv. Václava. Kaple slouží jako obřadní síň ke svatebním, bohoslužebným a smutečním obřadům a dále jako prostor k pořádání koncertů, výstav a podobných kulturních akcí. Hřbitov provozuje městská část Praha-Suchdol.

## Situace
Hřbitov je umístěn v severozápadní části pražského Suchdola, západně od ulice Ke Kozím hřbetům, ze které se do něj vstupuje.

## Projekt
Projekt architektonické kanceláře OBJEKTOR, autorů Jakuba Červenky a Václava Šuby, ve spolupráci s Martinem Rosou, vyšel vítězně z architektonické soutěže vypsané v roce 2017 městskou částí Praha-Suchdol pod názvem Zahrady se hřbitovem u kaple sv. Václava. .
Na základě rozhodnutí mezinárodní poroty obdržel projekt Zahrady se hřbitovem u kaple sv. Václava cenu Finalista České ceny za architekturu 2023.

## Popis
Areál hřbitova umožňuje jak klasické způsoby pohřbívání do hrobů či urnových hrobů, ale i moderní jako je vsyp v loučce a ke kořenům či rozptyl.
Stavební části hřbitova jsou z pohledového betonu, čelní stranu hřbitova tvoří vstupní objekt, na který navazuje kolumbární stěna se schránkami na urny, které jsou uzavřené žulovými deskami. Oplocení je tvořeno nízkým průhledným kovovým plotem. Prostor pro klasické pohřbívání je rozdělen betonovými náhrobními zídkami na 20 sektorů, které propojuje střední pěšina ve směru východ-západ. Tuto část ještě doplňuje vsypová loučka. Areál Zahrad se hřbitovem dělí cesta, která vede ke Kozím hřbetům a v jeho severní části se nachází kaple sv. Václava, rozptylová loučka a háj vzpomínek pro vsyp ke kořenům. Za kaplí se pak roste Suchdolský sad, ve kterém je 28 vysazených stromů dedikováno čestným občanům městské části jako výzva k následování jejich příkladu, práce, kumštu a k připomínání jejich činů a hrdinství.

## Kaple a zaniklý hřbitov
Kaple sv. Václava byla postabena v roce 1755 na místě morového hřbitova a byla zrušena dekretem císaře Josefa II., později byla obnovena a v okolí kaple bylo pohřbeno několik řeholníků Emauzského kláštera, v roce 1819 zde byl pohřben opat Leopold Žalda. V tomto kontextu lze nový hřbitov pokládat za pokračování zaniklého hřbitova.